# Jelica Portograndi
Jelica Portograndi, slovenska harfistka in glasbena pedagoginja, * 8. december 1909, Trst, † (?).

## Življenje in delo
Jelica Pertot, poročena Portograndi se je rodila v družini tržaškega narodnega in prosvetnega delavca Rika Pertota. Obiskovala je glasbeni konservatorij Giuseppe Verdi v Trstu, kjer se je učila harfo pri profesorici Venusti Maselli, diplomirala je pri profesorici Margheriti Cicognani na glasbenem konservatoriju v Benetkah, podiplomski študij pa je opravila pri Adi Rutar v Rimu. V letih 1936−1943 je igrala v dveh rimskih orkestrih (Teatro dell'Opera in Teatro delie Arti), po koncu vojne pa v letih 1945−1958 v orkestru Slovenske filharmonije ter do leta 1972 v Trstu v Teatro Giuseppe Verdi. Kot solistka je nastopala v raznih mestih Italije in Jugoslavije. Harfo je poučevala na Akademiji za glasbo v Ljubljani in na glasbeni šoli Glasbene matice v Trstu.